# Cryptobarsac rubriops
Cryptobarsac rubriops är en insektsart som beskrevs av Fletcher och Moir 2002. Cryptobarsac rubriops ingår i släktet Cryptobarsac och familjen Flatidae. Inga underarter finns listade i Catalogue of Life.